# Habsburscy książęta cieszyńscy
Habsburscy książęta cieszyńscy. Związki Śląska Cieszyńskiego z Habsburgami sięgają początków XVI w., kiedy to w 1526 r. wyszli oni zwycięsko z walki o koronę Czech i Węgier. W tym czasie księstwo cieszyńskie było niepodzielnym lennem należącym do ziem Korony Św. Wacława, czyli Królestwa Czeskiego.

## Dzieje
Habsburgowie, jako nowi władcy Czech, przejęli także zwierzchnictwo nad księstwem cieszyńskim, które już wtedy stało się częścią ich monarchii. Mimo tego Piastowie cieszyńscy nadal bezpośrednio rządzili księstwem. Sytuacja zaczęła zmieniać się w pierwszej połowie XVII w., gdy w 1625 r. zmarł ostatni męski przedstawiciel Piastów cieszyńskich, książę Fryderyk Wilhelm cieszyński, a Habsburgowie wystąpili o przejęcie władzy w księstwie. Rządy zdołała jednak objąć siostra Fryderyka, księżna Elżbieta Lukrecja. Odbyło się to po burzliwych sporach z Habsburgami, którzy w drodze nadzwyczajnej łaski wyrazili zgodę, aby Elżbieta Lukrecja przejęła tron cieszyński na tzw. dożywocie, czyli do swojej śmierci. Po śmierci tej ostatniej Piastówny w 1653 r., księstwo cieszyńskie, jako lenno Korony św. Wacława, przypadło Habsburgom. Nosili oni równocześnie tytuł Cesarza Rzymskiego Narodu Niemieckiego. Przez długi okres cesarze austriaccy nie przejawiali bezpośredniego zainteresowania nowo pozyskanym księstwem. Władzę w ich imieniu sprawowali Starostowie Krajowi, zaś osobistym majątkiem zarządzała Komora Cieszyńska. Przełom nastąpił w 1766 r., gdy lennymi właścicielami księstwa cieszyńskiego zostali arcyksiężna Maria Krystyna Habsburg i książę saski Albert. Od tego momentu ich spadkobiercy w linii męskiej, z tytułami arcyksiążąt, byli władcami Śląska Cieszyńskiego.

## Lista władców
Właściciele księstwa cieszyńskiego noszący tytuł książąt cieszyńskich z dynastii Habsburskiej i Habsbursko-Lotaryńskiej (w nawiasach lata władania księstwem cieszyńskim):
- król Ferdynand IV Habsburg (1653–1654)
- cesarz Ferdynand III Habsburg (1654–1657)
- cesarz Leopold I Habsburg (1657–1705)
  - Urszula Katarzyna Bokum, metresa polskiego króla Augusta II Mocnego, otrzymała od cesarza w 1704 tytuł księżnej cieszyńskiej (niem. Reichsfürstin von Teschen), nie wiązało się to jednak z faktycznymi rządami w Cieszynie.
- cesarz Józef I Habsburg (1705–1711)
- cesarz Karol VI Habsburg (1711–1722)
- książę Leopold Lotaryński (1722–1729)
- cesarz Franciszek I Stefan Lotaryński (1729–1765)
- cesarz Józef II Habsburg (1765–1766)
- arcyksiężna Maria Krystyna Habsburg (1766–1798)
- książę Albert Sasko-Cieszyński (1766–1822), po śmierci żony sprawował samodzielne rządy.
- arcyksiążę Karol Ludwik Habsburg (1822–1847)
- arcyksiążę Albrecht Fryderyk Habsburg (1847–1895)
- arcyksiążę Fryderyk Maria Habsburg (1895–1918), ostatni książę sprawujący faktyczną władzę.

Po zakończeniu I wojny światowej i po podziale księstwa potomkowie Habsburgów cieszyńskich stali się tytularnymi książętami cieszyńskimi
- arcyksiążę Fryderyk Maria Habsburg (1918–1936)
- arcyksiążę Albrecht Franciszek Habsburg (1918–1930), abdykował.
- arcyksiążę Karol Stefan Habsburg (1930–1933)
- arcyksiążę Leon Karol Habsburg (1936–1939)
- hrabia Leon Stefan Habsburg (1939–2020)
- hrabia Albrecht Stanisław Habsburg (2020-obecnie)[1]